# Подуровка
Подуровка — деревня в Целинном муниципальном округе Курганской области России.

## География
Деревня находится на юго-западе Курганской области, в пределах юго-западной части Западно-Сибирской равнины, в лесостепной зоне, на левом берегу реки Кочердык, на расстоянии примерно 27 километров (по прямой) к юго-востоку от села Целинного, административного центра округа. Абсолютная высота — 98 метров над уровнем моря.

### Климат
Климат характеризуется как резко континентальный, с холодной продолжительной малоснежной зимой и жарким сухим летом. Средняя продолжительность безморозного периода составляет 113 дней. Среднегодовое количество атмосферных осадков — 397мм.

## История
До 1917 года входила в состав Усть-Уйской волости Челябинского уезда Оренбургской губернии. По данным на 1926 год посëлок Подуровка состоял из 59 хозяйств. В административном отношении входил в состав Усть-Уйского сельсовета Усть-Уйского района Челябинского округа Уральской области.

## Население
| 1989 | 2002 | 2010 |
| ---- | ---- | ---- |
| 238  | ↗247 | ↘163 |

По данным переписи 1926 года в посёлке проживало 270 человек (119 мужчин и 151 женщина), в том числе: русские составляли 97 % населения.

### Гендерный состав
По данным Всероссийской переписи населения 2010 года в гендерной структуре населения мужчины составляли 50,9 %, женщины — соответственно 49,1 %.

### Национальный состав
Согласно результатам Всероссийской переписи населения 2002 года, в национальной структуре населения русские составляли 62 %, казахи — 37 %.